# Journal of the Arnold Arboretum
Journal of the Arnold Arboretum (abreviado J. Arnold Arbor.) es una revista con descripciones botánicas que es editada por el Arnold Arboretum y que ha editado 71 volúmenes entre los años 1920-1990.
Este jardín botánico se encuentra en Jamaica Plain, en el estado de Massachusetts, pertenece a la Universidad de Harvard, con sede en Cambridge (Massachusetts).
El Journal of the Arnold Arboretum fue establecido por el botánico alemán-estadounidense Alfred Rehder (1863-1949), quien 1918-1940 fue curador del Arnold Arboretum. La revista fue creada con un enfoque profesional sobre Dendrología, así que estaba especializada en los árboles y arbustos. Sin embargo, también cubrió otros temas botánicos.
La publicación comenzada en 1919 se publica trimestralmente hasta 1990, 1991, salió un suplemento. Desde entonces, la revista ha sido editada de forma discontinua.